# Tsarens bro
Tsarens bro eller Carev most är en stenbro över floden Zeta i närheten av staden Nikšić i Montenegro.
Den byggdes år 1894 på uppdrag av fursten, senare kung Nikola I av Montenegro, och är uppkallad efter kejsar Alexander III av Ryssland som finansierade den. Bron är 270 meter lång och har två låga och 18 höga brospann.
Idag går endast av brospannen över floden som rätades ut och kanaliserades på 1900-talet. Den lokala vägen från Nikšić till bergen i norr och sevärdheter som Pandurica slott och Ostrogklostret mot syd passerar tsarens bro.

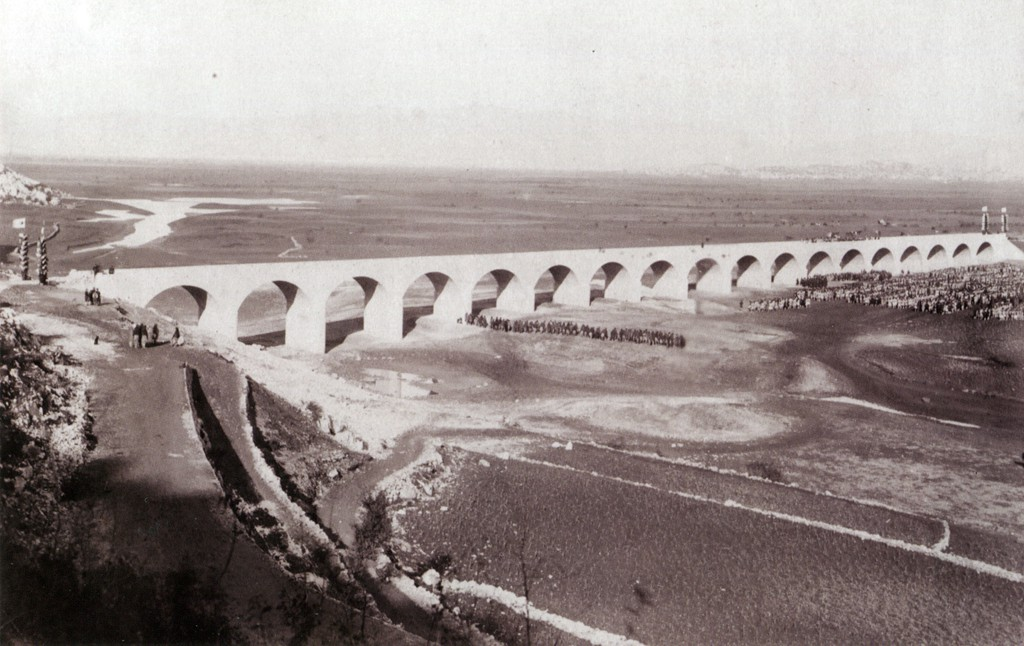
Invigning av Tsarens bro.

Byggnationen startade 23 maj 1884 med hjälp av lokala arbetare och militärer och avslutades sex månader senare. Nikola I beordrade att ett guldmynt skulle placeras i varje bropelare. När bron invigdes den 20 oktober 1894, som råkade vara tsar Alexanders dödsdag, fick den officiellt namnet Tsar Alexander III:s bro.